# Distrito Histórico del Bulevard Washington
El Distrito Histórico del Boulevard Washington es un área de varias cuadras en el Downtown de Detroit, Míchigan. Consiste en estructuras que dan al Boulevard Washington entre las calles State y Clifford. En 1982, se agregó al Registro Nacional de Lugares Históricos. Incluye el Book-Cadillac Hotel, la Book Tower, el Industrial Building el Detroit City Apartments, entre otros edificios arquitectónicamente significativos. El Washington es uno de los principales bulevares de la ciudad y parte del diseño de Augustus Woodward de 1807. Debido a que el plan de Woodward nunca se completó, el Boulevard contiene una curva cerrada al sur de la Avenida Míchigan, donde estaba conectado a una calle existente.
La calle fue ensanchada y adornada a principios del siglo XX. El desarrollo fue inspirado por el movimiento City Beautiful y financiado por J. Burgess Book Jr. y diseñado por Louis Kamper. Esto con el fin de parecerse a la Quinta Avenida de Nueva York y los bulevares europeos. Un parque bordeado de esculturas entre dos calles unidireccionales decoraba un distrito comercial y un exclusivo barrio residencial Edward H. Bennett, un conocido planificador maestro, convirtió a Boulevard Washington en un paisaje urbano de Beaux-Arts.
A fines de la década de 1970, el Boulevard Washington fue rediseñado con un centro comercial peatonal urbano que incluía nuevas esculturas y un anfiteatro. Desde entonces ha sido restaurado a su plan original.

## Edificios
La siguiente lista muestra la información sobre los edificios ubicados a lo largo del Boulevard Washington. Esta lista comienza en el río Detroit (extremo sur) y se dirige hacia el norte, terminando en Grand Circus Park.
| Río Detroit                  |                             |                                             |                                     |      |                                       |                        |    | |
| Civic Center Drive           |                             |                                             |                                     |      |                                       |                        |    | |
| 1 Boulevard Washington       | Cobo Center                 |                                             | Centro de convención                | 1960 |                                       | Moderno                | 5  | Renovado en 1989 y 2015 (también expandido). |
| 2 Boulevard Washington       |                             | Crowne Plaza Detroit Downtown Riverfront    | Hotel                               | 1965 | King & Lewis                          | Moderno                | 25 | Se encuentra en el sitio de Fort Pontchartrain y originalmente conocido como el Hotel Pontchartrain; una segunda torre permanece sin construir.                                                              |
| West Larned Street           |                             |                                             |                                     |      |                                       |                        |    | |
| 250 West Larned              |                             | Sede de Departamento de Bomberos de Detroit | Gobierno (Departamento de Bomberos) | 1929 |                                       |                        | 5  | Antigua sede del Departamento de Bomberos de Detroit, que se mudó en 2013 a la sede de seguridad pública cercana de Detroit en un edificio que anteriormente albergaba el casino temporal MGM Grand Detroit. |
| 243 West Congress Street     |                             | Marquette Building                          | Gobierno y comercial                | 1905 | Rogers & MacFarlane                   | Escuela de Chicago     | 10 | Alberga oficinas del Secretario de Estado de Míchigan. |
| West Congress Street         |                             |                                             |                                     |      |                                       |                        |    | |
| 211 West Fort Street         |                             | 211 West Fort Street                        | Oficinas                            | 1963 | Harley, Ellington, Cowin & Stirton    | Moderno                | 27 | Construido como sede de Detroit Bank and Trust, luego Comerica Bank. |
| West Fort Street             |                             |                                             |                                     |      |                                       |                        |    | |
| 231 West Lafayette Street    |                             | Theodore Levin United States Courthouse     | Palacio de Justicia                 | 1934 | Branson V. Gamber y Robert O. Derrick | Art déco/Streamline    | 10 | |
| 321 West Lafayette Boulevard | Detroit Free Press Building |                                             | Diario                              | 1924 | Albert Kahn                           | Art déco               | 16 | Conectado a través de una pasarela en el tercer y cuarto piso al adyacente Detroit Club. |
| West Lafayette Boulevard     |                             |                                             |                                     |      |                                       |                        |    | |
| 1020 Boulevard Washington    |                             | Holiday Inn Express Detroit - Downtown      | Hotel                               | 1965 |                                       | Moderno                | 17 | Se encuentra en el sitio del 219 Michigan Avenue, uno de los primeros rascacielos de gran altura de Detroit.                                                                                                 |
| 305 Avenida de Míchigan      | Gabriel Richard Building    |                                             | Oficinas                            | 1915 | Marshall and Fox                      | Escuela de Chicago     | 10 | Oficinas de la Arquidiócesis de Detroit. |
| Avenida Míchigan             |                             |                                             |                                     |      |                                       |                        |    | |
| 1114 Bulevar de Washington   |                             | Westin Book Cadillac Hotel                  | Hotel                               | 1928 | Louis Kamper                          | Neorrenacentista       | 29 | Reabierto en octubre de 2008. |
| State Street                 |                             |                                             |                                     |      |                                       |                        |    | |
| 234 State Street             |                             | Washington Boulevard Building               | Residencial                         | 1922 | Louis Kamper                          | Escuela de Chicago     | 23 | Construido como oficina y convertido en apartamentos en la década de 1980. |
| 1234 Boulevard Washington    |                             | Iglesia de San Aloysius                     | Iglesia                             | 1924 |                                       | Neorrománico/neogótico | 7  | Oficinas de la Arquidiócesis de Detroit |
| 1265 Boulevard Washington    | Book Tower                  |                                             | Oficinas                            | 1926 | Louis Kamper                          | Clasicismo académico   | 40 | |
| 35 West Grand River Avenue   |                             | Clark Tower Lofts                           | Residencial                         | 1922 |                                       | Escuela de Chicago     | 10 | |
| Grand River Avenue           |                             |                                             |                                     |      |                                       |                        |    | |
| 1410 Bulevar de Washington   |                             | Industrial Building                         | Residencial                         | 1929 | Louis Kamper                          | Art déco/Streamline    | 22 | Construido como oficina y convertido en apartamentos en la década de 1980. |
| 1420 Bulevar de Washington   |                             | Julian C. Madison Building                  | Oficinas                            | 1906 |                                       | Escuela de Chicago     | 6  | Sede de la tienda de muebles Gardner y Schumaker durante muchos años, por lo que es como el Edificio Gardner-Shumaker.                                                                                       |
| 1431 Bulevar de Washington   | Detroit City Apartments     |                                             | Residencial con garaje              | 1981 | Jude T. Fusco Associates, Inc.        | Moderno                | 23 | Construido como Trolley Plaza Apartments debido a la línea de tranvía adyacente. |
| Clifford Street              |                             |                                             |                                     |      |                                       |                        |    | |
| 1514 Bulevar de Washington   |                             | Claridge Apartments                         | Residencial                         | 1906 |                                       | Moderno                | 7  | Construido como el Edificio del Teléfono del Estado de Míchigan y luego renovado en apartamentos y reformado.                                                                                                |
| 1545 Woodward Avenida        |                             | Himelhoch Apartments                        | Residencial                         | 1901 |                                       | Neorrenacentista       | 8  | La estructura se construyó originalmente como un edificio de oficinas y tiendas y luego se alquiló a los grandes almacenes de mujeres Himelhoch Brothers de 1923 a 1977.                                     |
| 1539 Bulevar de Washington   | Detroit Statler Hotel       |                                             | Hotel (demolido)                    | 1915 | George B. Post                        | Arquitectura georgiana | 18 | Demolido en 2005. |
| 1553 Woodward Avenida        |                             | David Whitney Building                      | Torre de oficina                    | 1915 | Graham, Burnham and Company           | Neorrenacentista       | 19 | Fue renovado en 2015. |
| Park Avenue                  |                             |                                             |                                     |      |                                       |                        |    | |
| Grand Circus Park            |                             |                                             |                                     |      |                                       |                        |    | |